# Енрік Саньє
Енрік Саньє  (ісп. Enric Sagnier) (21 березня 1858 , Барселона  — 1 вересня 1931 , Барселона ) — іспанський, і каталонський архітектор, представник стилю каталонський модерн.

## Біографія
Енрік Саньє народився у Барселоні 21 березня 1858 р. Його батько був видатним філологом-класиком, який переклав Ксенофонта і Анакреонта. Молодий Енрік був талановитим живописцем і скрипалем. Він навчався у Барселонській вищій школі архітектури, яку закінчив у 1882 і отримав диплом архітектора. Розпочав професійну кар'єру помічником Франциско де Паули дель Віллара y Лозано. Перша робота архітектора за підтримки вчителя — відновлення каплиці Сента Джозеп в церкві Санта-Марії абатство де Монтсеррат (1884). Перша важлива особиста робота — церква Санта Енграсія де Монткада (1886) в неоготичному стилі, яка була зруйнована під час іспанської громадянської війни. Його перший житловий будинок, Casa Cuyàs, був побудований у той же самий рік. Працював над розбудовою рідного міста. Саньє втілював проєкти релігійних установ і будівель. У Барселоні архітектор збудував більше тридцяти будинків і був найбільш затребуваним каталонським міським архітектором кінця XIX століття. Він підтримав тісні зв'язки з церквою, особливо Salesians; був призначений єпархіальним архітектором Барселони.
Саньє був членом суду присяжних.
У Саньє було шестеро дітей, з них двоє померли у ранньому віці. Один син, Жузеп Марія, також став архітектором.

## Творчість
Його кар'єру можна розділити на три періоди: до 1900 його роботи були еклектичні, монументальні і грандіозні; з 1900 до 1910 він повернувся до більш м'яких декоративних форм в архітектурі, прийнявши стиль Modernista; і після 1910 він повернувся до неокласицизму, уникнувши архітектурних тенденцій моменту. Саньє працював у різних стилях: модерн, рококо, неоготика. Риси неоготики прослідковуються в будівлі Пенсійної каси. У Касі Арнус чітко заявлений стиль рококо. Спільно з архітекторами Хосепом Доменеч і Естапом спроектував Палац Юстиції 1908 рік). До кращих робіт архітектора належать церква капуцинського ордена Матері Божої помпейської, капела Всіх Святих монастиря Монтсеррат і Храм Святого Серця на Барселонському пагорбі.
З 1920 року Саньє працював менше: відомий серед його останніх робіт Patronato Ribas, притулок в Vall d'Hebron (1920—1930). Це структурований комплекс будівель, влаштованих симетрично навколо осі каплиці. Художнє оформлення повертається до барочного популізму, особливо теракотовий рельєф і Всесвіт в каталонській традиції.
Енрік Саньє отримав багато нагород, таких як Барселонська Золота медаль муніципальної ради. Він був членом Мистецької Академії, членом Ради Музеїв і членом комісії з Caixa d'Estalvis de Barcelona.
У 1923 році архітектору папа римський Пій XI надав титул маркіза де Санье (Marquis de Sagnier).

## Галерея

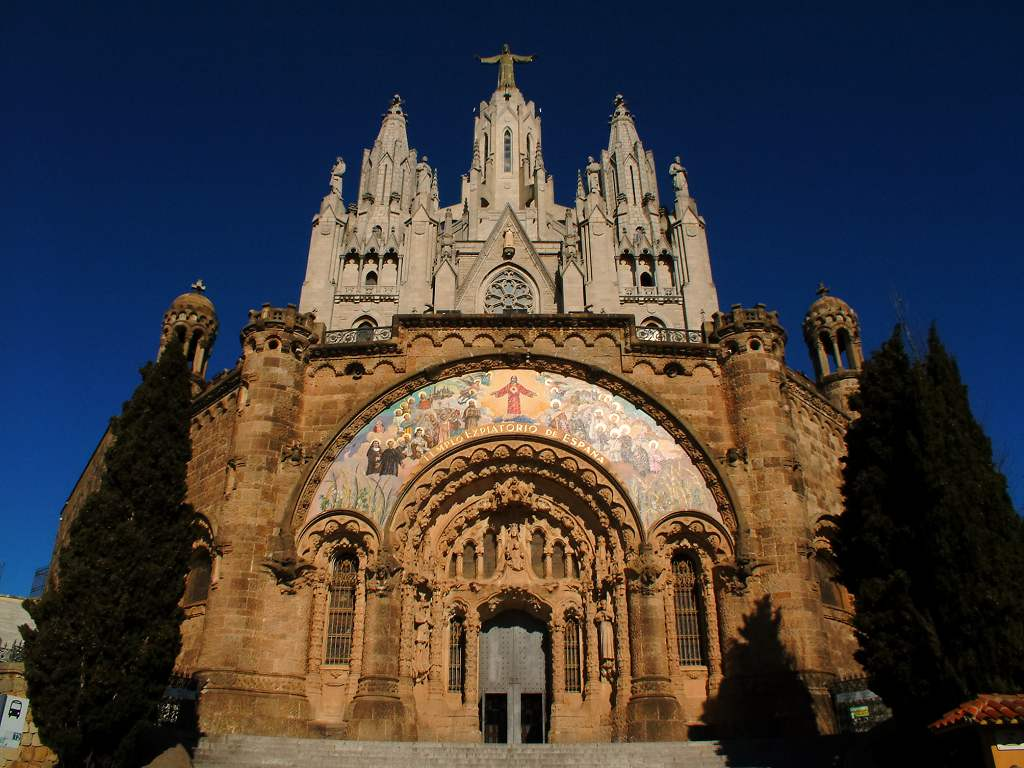
Храм Святого Серця (Тібідабо)
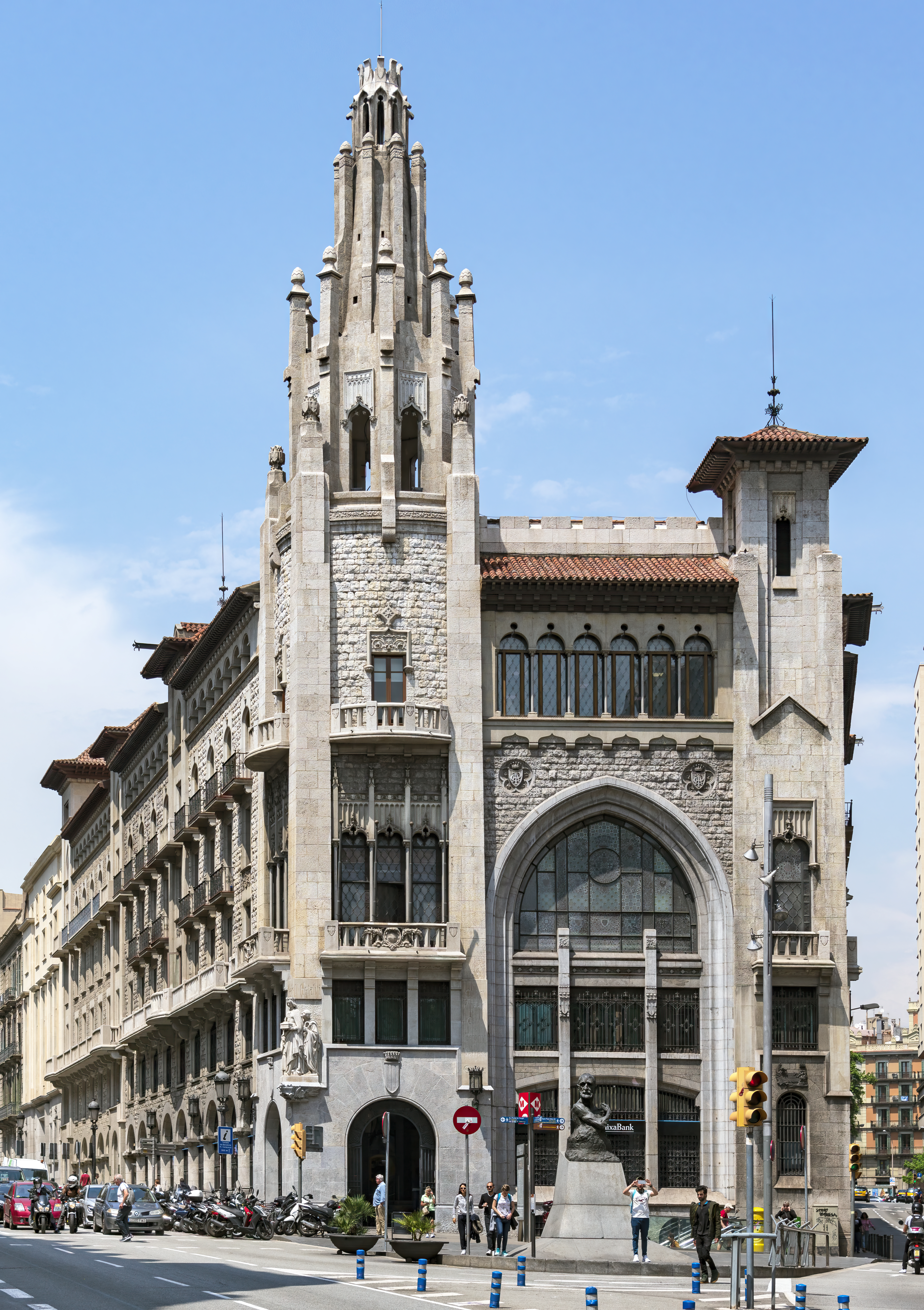
Пенсійна каса в Барселоні
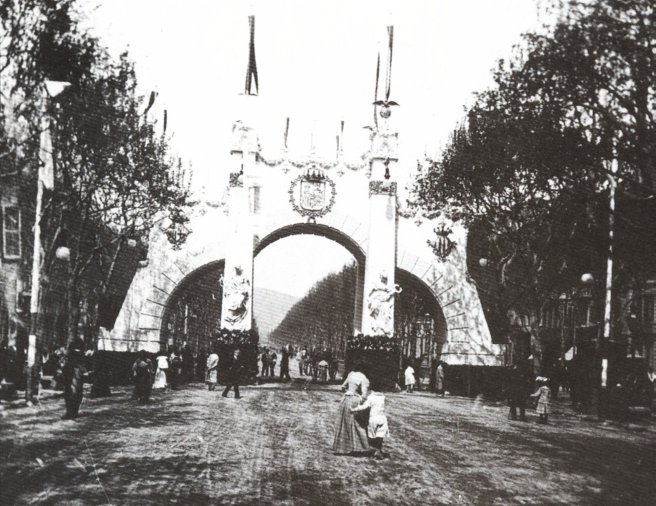
Тріумфальна арка короля Альфонсо XIII
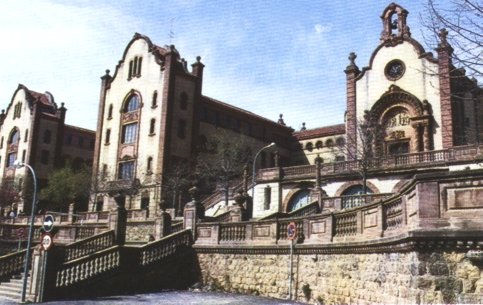
Патронат Рібас, Барселона
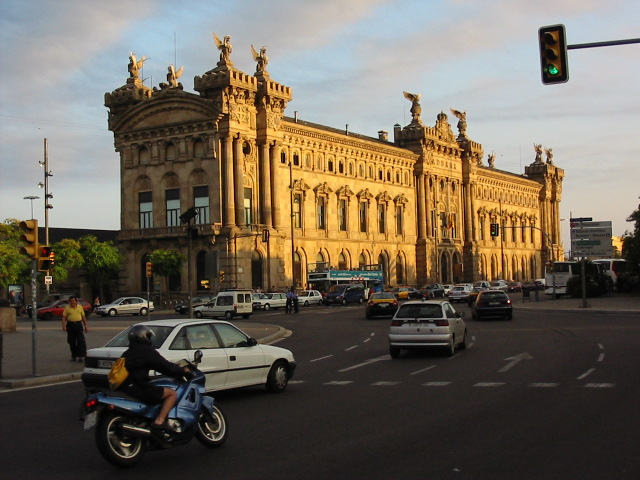
Митниця, Барселона

## Захоплення архітектора
Енрік Саньє був скрипалем і політиком.